# IPython
IPython是一种基于Python的交互式解释器。相较于原生的Python Shell，IPython提供了更为强大的编辑和交互功能。

## 魔法命令
- %bg function把function放到后台执行，例如: %bg myfunc(x, y,z=1)，之后可以用jobs将其结果取回。myvar = jobs.result(5) 或 myvar =jobs[5].result。另外，jobs.status() 可以查看现有任务的状态。
- %ed或%edit编辑一个文件并执行，如果只编辑不执行，用 ed -x filename 即可。
- %env显示环境变量。
- %hist或%history显示历史记录。
- %macro name n1-n2 n3-n4 ... n5 .. n6 ...创建一个名称为name的宏，执行name就是执行n1-n2 n3-n4 ... n5 .. n6 ...这些代码。
- %pwd显示当前目录
- %pycat filename用语法高亮显示一个python文件（不用加.py后缀名）。
- %save filename n1-n2 n3-n4 ... n5 .. n6 ...将执行过多代码保存为文件* %run命令运行脚本。
- %timeit命令快速测量代码运行时间。
- %debug命令在异常点启动调试器。
- %pdb命令来激活IPython调试器，这样，每当异常抛出时，调试器就会自动运行。
- %pylab命令可以使Numpy和matplotlib中的科学计算功能生效。
- 用 ! 表示执行shell命令，用$将python的变量转化成shell变量。

## 并行计算
IPython拥有一套复杂的并行和分配计算结构。IPython使得各种并行应用能够交互式的被开发、执行、调试和监控。因此IPython中的“I”代表“交互”。
- 单指令流多数据流
- 多指令流多数据流
- 消息传递接口
- 任务并行
- 数据并行

## 另見
- Jupyter

## 外部連結
- 官方网站
- Inline graphs （页面存档备份，存于）
- Project Jupyter （页面存档备份，存于）